# Kuno Fischer
Kuno Fischer, nacido Ernst Kuno Berthold Fischer (Sandebalde, Silesia, 23 de julio de 1824 - Heidelberg, 5 de julio de 1907), fue un filósofo alemán e historiador de la filosofía de la escuela hegeliana, considerado también precursor del neokantismo.
Su obra más influyente es Geschichte der neueren Philosophie (Historia de la filosofía moderna), en diez volúmenes, editados originalmente entre 1854 y 1877.

## Biografía
Desde 1844, estudió Filología en la Universidad de Leipzig y después en la de Halle. En Halle, además de proseguir sus estudios de Filología, inició los de Historia, Teología y Filosofía, en la cual fue discípulo de Johann Eduard Erdmann, quien le inició en la filosofía de Hegel. En 1847 se doctoró con la tesis De Platonico Parmenide. Tras unos años como profesor particular en Pforzheim, se habilitó como Privatdozent de Filosofía en la Universidad de Heidelberg en 1850. En 1852 publicó el primer tomo de su Historia de la filosofía moderna y la obra sistemática, de inspiración hegeliana, Sistema de la Lógica y la Metafísica o doctrina de la ciencia (System der Logik und Metaphysik oder Wissenschaftslehre). 
En 1853 se le prohibió continuar sus cursos, por enseñar el panteísmo. Fischer se defendió en los escritos de 1854 Apologie meiner Lehre (Apología de mi doctrina) y Das Interdikt meiner Vorlesungen (La prohibición de mis lecciones), sin lograr que se le devolviese la cátedra de Heidelberg.
En 1855, fue llamado como profesor honorario a la Universidad de Jena, donde trabajaría durante dieciséis años granjeándose una excelente fama por sus lecciones. El cuarto volumen de su Historia de la filosofía moderna, publicado en 1861 y dedicado a Kant, tuvo un impacto extraordinario.
En 1872 pudo volver a Heidelberg, donde seguiría enseñando hasta 1906. En dicha ciudad, Kuno Fischer pronunció exitosos discursos con motivo del 500º aniversario de la Universidad de Heidelberg, en 1886, y del 150.º aniversario del nacimiento de Goethe, en 1899.
Algunos de sus discípulos más destacados fueron Wilhelm Windelband y el escritor inglés William Somerset Maugham.

## Aportaciones de Kuno Fischer en la filosofía y otras disciplinas

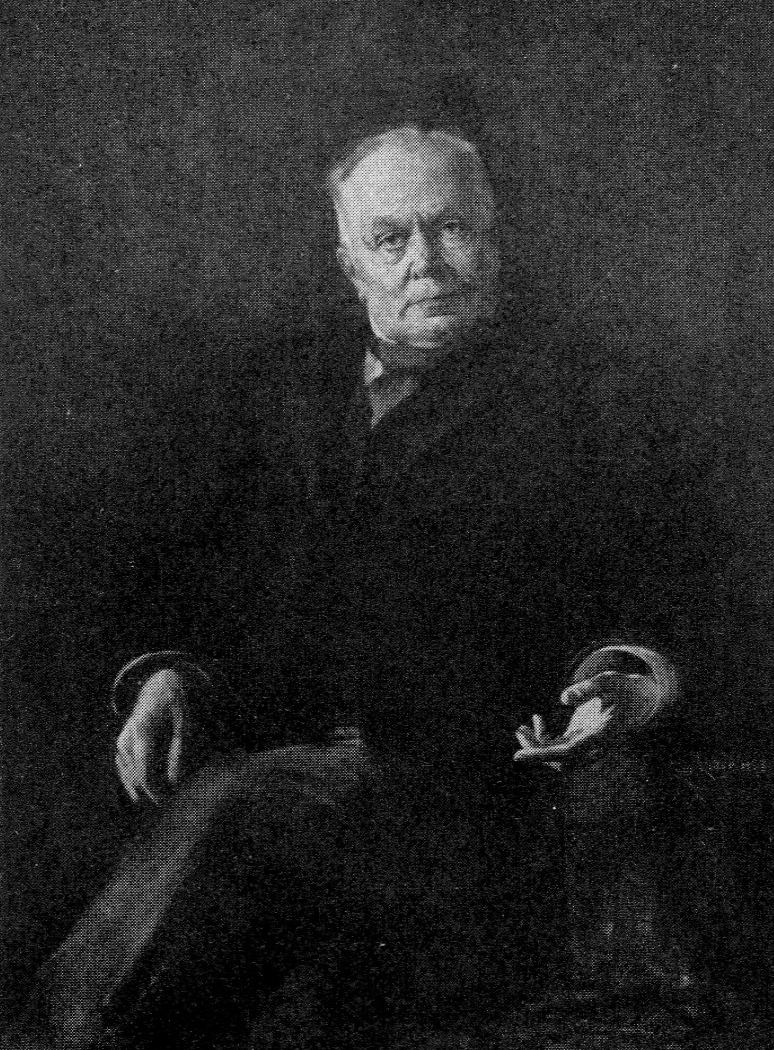
Kuno Fischer hacia 1900, según un retrato realizado por Caspar Ritter (1861-1923).

El principal mérito que se reconoce a Kuno Fischer es su contribución en el ámbito de la historia de la filosofía, que él consideraba como una escuela del filosofar en sí misma. Su Historia de la filosofía moderna, en diez tomos, ejerció gran influencia en Alemania. También se le reconoce el haber devuelto el prestigio académico a la filosofía en Alemania después de la crisis que siguió al ocaso del hegelianismo y, por otra parte, el haber dado ocasión e impulso al surgimiento del neokantismo.
Como filósofo, fue un hegeliano ortodoxo, si bien en su versión de la doctrina de Hegel, plasmada por ejemplo en el citado Sistema de la Lógica y la Metafísica, se percibe un notable influjo de Kant. Como Hegel, considera que la Lógica es a la vez Teoría del conocimiento y Metafísica. Puso especial énfasis en el método de la dialéctica como clave para la comprensión de la realidad. Interpretó a Hegel como un filósofo de la evolución, que marcó de este modo el desarrollo intelectual del siglo XIX y las subsiguientes teorías biológicas e históricas evolucionistas, así como la crítica histórica de la Biblia y de la economía.
Mantuvo una polémica filosófica con Friedrich Adolf Trendelenburg, que publicó en 1869 un libro titulado Kuno Fischer und sein Kant. Eine Entgegnung (traducible por: K.F. y su Kant. Un enfrentamiento).
En cuanto historiador de la literatura se le conoce por sus obras y conferencias sobre Goethe, Schiller, Lessing y Shakespeare.

## Obras
- Diotima. Die Idee des Schönens. Philosophische Briefe (Diotima o la idea de lo bello). 1849. Stuttgart, 1852.
- System der Logik und Metaphysik oder Wissenschaftslehre. 1852. 2ª edic., Heidelberg, 1865.
- Geschichte der neuern Philosophie. 10 vols., 1854-1877. Varias reediciones. Jubiläumsausgabe. 10 tomos en 11. Heidelberg, Carl Winter 1897 - 1902. (El tomo 8, sobre Hegel, se divide en dos.) 
  - Tomo I. Descartes. Leben, Werke und Lehre. 1852. 2ª edic. aumentada, Heidelberg, Verlagsbuchhandlung von Friedrich Bassermann, 1865. 4ª ed. 1897.
  - Tomo II. Spinozas Leben, Werke und Lehre (incluye Descartes und seine Schule). 1853. 4ª edic., 1898.
  - Tomo III. Gottfried Wilhelm Leibniz. Leben, Werke und Lehre. 1856. 4ªed., 1902.
  - Tomos IV-V. Immanuel Kant und seine Lehre. 1860. 3ª edic., Múnich, Verlagsbuchhandlung Fr. Bassermann, 1882. 4ª edic., 1898-1899.
  - Tomo VI. Fichtes Leben, Werke und Lehre. 1869. 3ª edic., 1900.
  - Tomo VII. Schellings Leben, Werke und Lehre. 1872. 3ª ed., Heidelberg, 1902.
  - Tomo VIII. Hegels Leben und Werke. Heidelberg, 1901; 1911. Este tomo se divide en dos partes.
  - Tomo IX. Schopenhauers Leben, Werke und Lehre. Heidelberg, 1893. 2ª edic., 1897. 4ª edic. (Gedächtnis-Ausgabe): Heidelberg, Carl Winter's Universitätsbuchhandlung, 1934. (Reimpresión: Nendeln-Liechtenstein, Kraus Reprint, 1973.)
  - Tomo X. Francis Bacon und seine Schule. Entwicklungsgeschichte der Erfahrungsphilosophie. 1856 (originalmente, este tomo no pertenecía a la serie). 3ª edic., 1904.
- Schiller als Philosoph. J. C. Hermann (J. E. Suchsland), Fráncfort del Meno, 1858.
- Die beiden Kantischen Schulen in Jena. Stuttgart, 1862.
- Über das Problem der menschlichen Freiheit. 1875.
- Goethes Faust. 1876.
- Kritik der Kantischen Philosophie. 1883.
- Goethe-Schriften. 1890-1903.
- Philosophische Schriften. 1891ss; 5ª edic., 1902ss.
- Schiller-Schriften. 1892ss.
- Das Verhältnis zwischen Willen und Verstand im Menschen. 1896.

### Ediciones modernas
- Kants Leben und Charakter. Reimpresión: Schutterwald/Baden, 2001.

### Ediciones en español
- Vida de Spinoza. Escrito por Kuno Fischer, edic. de Luis Felipe Segura M. México, Universidad Autónoma Metropolitana, 1990 {ISBN 968-840-819-0}, {ISBN 978-968-840-819-3}